# Bodil Koch
Bodil Koch f. Thastum (født 25. oktober 1903 i København, død 7. januar 1972 smst) var en dansk politiker og minister. Hun var gift med teologen Hal Koch som hun fik fem børn med: Paul Koch (1930), politikeren Ejler Koch (1933), Jens Koch (1933), politikeren Dorte Bennedsen (1938–2016) og Bodil (1941, død 1942).
Som ung teologistuderende var hun håbløst forelsket i sin lærer. Hun giftede sig med hans søn, fødte fem børn og var hjemmegående professorfrue før hun i 1930'erne begyndte at deltage i den offentlige debat – usædvanligt for kvinder. Hun var veluddannet og fandt tiden inde til en nyvurdering af familiens rolle i samfundet. Derfor opfordrede hun på foredrag rundt om i landet, kvinder til at tage del i samfundslivet og til at komme ud af husmoderrollen. Dermed var hun med til at starte den første græsrodsbevægelse i Danmark, der skulle mobilisere kvinder til at engagere sig i politik. Da Hal Koch under Danmarks besættelse måtte drage i landflygtighed som følge af sine mange foredrag om passiv modstand mod den tyske besættelsesmagt, drog hun nytte af sine gode tyskkundskaber ved uforfærdet at sende en protestskrivelse til den tyske rigsbefuldmægtigede Werner Best med en kvindeprotest over jødeforfølgelserne.
Koch kunne i 1943 konstatere at kvinderepræsentation ved folketingsvalget blev halveret til to. Denne omstændighed blev sammen med læsning af den svenske Elin Wägners bog Ilden overlever Natten inspirationen til en af de første græsrodsbevægelser i Danmark, Folkevirke.
Formålet med Folkevirke var at uddanne og mobilisere danske kvinder til at deltage i det politiske demokrati. Bodil Koch fik ved arbejdet med Folkevirke vist, at hun både havde politisk tæft og organisatorisk talent. Ikke mindst som redaktør af bevægelsens blad 1946-1950 bidrog hun til organisationens udvikling.
Den i dag glemte bevægelse fik bred tilslutning fra højre til venstre i det politiske spektrum i slutningen af 1940'erne. Den kom samtidig til at udgøre det folkelige fundament for Kochs gennembrud i det parlamentariske, politiske liv.
Bodil Koch blev i 1947 indvalgt i Folketinget for Socialdemokratiet.
I 1950 blev hun som den første kvinde kirkeminister (i Hans Hedtofts regering). Under Sovjetunionens præsident Nikita Khrusjtjovs besøg i Danmark i 1964 havde hun en skarp diskussion om moderne kunst; i en tid hvor verden stod med den kolde krigs “ånde i nakken”.
Det pirrede hende måske netop til som cigarrygende og rapkæftet minister at kritisere USA's udenrigsminister John Foster Dulles for med sin udenrigspolitik at være med til at fremme den kolde krig og usikkerheden i verden.
Bodil Kochs politiske indsats som kirkeminister lå dels i et markant forsvar for folkekirkens rummelighed og forkyndelsesfrihed, dels i bestræbelsen på modernisering af folkekirken, hvor indsættelse af kvindelige præster var blevet en naturlig del. En af hendes mere ubehagelige opgaver var at afskedige præsten Harald Søbye fra Blovstrød i forbindelse med Blovstrødsagen.
Kunsten stod Bodil Kochs hjerte nær. I sit sidste embede som kulturminister brugte hun kunsten politisk og tolkede den som udtryk for menneskets vilkår i “en atomsprængt tid”, som hun udtrykte det i et tv-foredrag, hun som kræftramt holdt ca. tre uger før sin død.
Hendes ministertid varede sammenlagt knap 14½ år med en første kort periode på ca. 1½ måned i 1950 og derefter minister uafbrudt i forskellige regeringer fra 1953 til 1968.
Bodil Koch har fået en pris opkaldt efter sig. Kulturminister Jakob Engel-Schmidt lancerede på Kvindernes internationale kampdag 8. marts 2023 Bodil Koch-prisen, som gives til en person eller organisation, som har ydet en exceptionel indsats for at fremme ligestilling og/eller diversitet inden for kunst- og kulturlivet.  